# Scolca
Scolca település Franciaországban, Haute-Corse megyében. Lakosainak száma 84 fő (2022. január 1.). Scolca Rutali, Murato, Campitello, Volpajola és Vignale községekkel határos.

## Népesség
A település népessége az elmúlt években az alábbi módon változott:
| Lakosok száma | 77   | 56   | 35   | 102  | 105  | 104  | 101  | 93   | 90   | 84   |
|               | 1968 | 1982 | 1990 | 2006 | 2013 | 2015 | 2017 | 2019 | 2020 | 2022 |